# Winterhale
Winterhale (oft auch Winterhalde) ist ein Quartier der Stadt Bern. Es gehört zu den 2011 bernweit festgelegten 114 gebräuchlichen Quartieren und liegt im Stadtteil VI Bümpliz-Oberbottigen, dort im statistischen Bezirk Bümpliz. Angrenzend sind die Bümplizer Quartiere Stapfenacker, Bümpliz Dorf und Kleefeld. Im Westen grenzt es an Niederbottigen.
Im Jahr 2022 betrug die Wohnbevölkerung 950 Personen, davon 740 Schweizer und 210 Ausländer.
Winterhale ist vor allem ein Siedlungsgebiet mit älteren Ein- und Mehrfamilienhäusern. Für dieses Gebiet wird eine Verdichtung des Wohnraumes angedacht. Der Friedhof Bümpliz befindet sich auf dem Territorium von Winterhale. Ein Kindergarten (Winterhalde) steht unmittelbar am Rand eines im Nordwesten gelegenen kleinen Wäldchens.
Von den nahe liegenden Bahnhöfen Bümpliz-Nord oder Bern Brünnen Westside verkehren auf der Bahnstrecke Bern–Neuenburg S-Bahnen nach Bern (Viertelstundentakt) und in Richtung Kerzers (Halbstundentakt), mit Anschluss nach Murten oder Ins bzw. Neuenburg. Die Strassenbahnlinie 7 verkehrt von dort über das Zentrum von Bern zum Ostring. Die Buslinien 27 und 32 verkehren durch das Wohngebiet.